# Aparajito
Aparajito (bengalí অপরাজিত Ôporajito; l'invencible) és una pel·lícula èpica i dramàtica de l'Índia en llengua bengalí escrita i dirigida per Satyajit Ray (1921–1992), la segona part de la trilogia d'Apu. Està adaptada de la primera meitat de la novel·la de Bibhutibhushan Bannerjee Aparajito. Comença on va acabar la pel·lícula anterior Pather Panchali (1955), amb la família d'Apu mudant-se a Varanasi, i narra la vida d'Apu des de la infància fins a l'adolescència a la universitat.
Quan Ray va començar a fer Pather Panchali, no tenia plans de seguir-la amb una seqüela. L'èxit crític i comercial de la pel·lícula el va portar a començar a fer Aparajito. A diferència de la seva empresa anterior, on es va mantenir fidel a la novel·la, Ray va prendre aquí algunes decisions artístiques atrevides, com ara retratar la relació entre Apu i la seva mare d'una manera molt diferent a la del llibre. Com a resultat, a diferència de la seva predecessora, la pel·lícula no va ser ben rebuda a nivell local; Ray va recordar que "pel que fa al públic suburbà, es va sorprendre per la representació de la relació mare i fill, tan clarament en desacord amb la noció convencional de dolçor i devoció mútues".
La recepció crítica fora de l'Índia, però, va ser aclaparadorament positiva. Va guanyar 11 premis internacionals, inclòs el Lleó d'Or i el Premi de la Crítica a la Mostra Internacional de Cinema de Venècia, convertint-se en la primera pel·lícula en guanyar ambdós premis. El veterà cineasta Mrinal Sen va dir que la considera una de les millors pel·lícules índies que havia vist mai. Bosley Crowther va dir que "es fa amb un sentiment i una habilitat tan rars en les imatges pictòriques, i amb una comprensió tan simpàtica del caràcter indi per part de Senyor Ray, que desenvolupa una mena d'hipnotisme per a l'espectador serè i tolerant." L'aclamació crítica que va rebre aquesta pel·lícula va animar Ray a fer una altra seqüela, Apur Sansar (1959), que va tenir igualment bona acollida, i així va concloure una de les trilogies cinematogràfiques més aclamades per la crítica de tots els temps, com va assenyalar més tard Roger Ebert: "Les tres pel·lícules ... van arrasar els principals premis a Canes, Venècia i Londres, i van crear un nou cinema per a l'Índia, la prolífica indústria cinematogràfica del qual s'havia mantingut tradicionalment dins dels límits estrets. de romanços musicals d'esbarjo. Mai abans un home havia tingut un impacte tan decisiu en les pel·lícules de la seva cultura."

## Argument
El 1920, Apu i els seus pares, que han deixat la seva llar a la Bengala rural, s'han instal·lat en un apartament a Varanasi on el seu pare Harihar treballa com a sacerdot. Harihar està avançant en les seves noves activitats: resar, cantar i oficiar entre els ghats al riu sagrat Ganges. Harihar agafa febre i aviat mor, però, i la seva dona Sarbajaya es veu obligada a començar a treballar com a minyona. Amb l'ajuda d'un besoncle, Apu i la seva mare tornen a Bengala i s'instal·len al poble de Mansapota. Apu fa d'aprenent de sacerdot, però s'esmuny per assistir a l'escola local malgrat la reticència de la seva mare. Sobresurt en els seus estudis, impressionant un dignatari visitant, i el director té especial interès en ell.
En pocs anys, l'adolescent Apu ho ha fet prou bé com per rebre una beca per anar a Kolkata per continuar els estudis. Sarbajaya se sent abandonada i espantada per això, però cedeix i fa la maleta amb amor. Apu viatja amb tren a la ciutat i comença a treballar en una impremta, fora de l'horari lectiu, per subsistir. S'acostuma més a la vida de la ciutat i se sent fora de lloc al poble. Sarbajaya espera visites d'ell, però només la visita unes quantes vegades. La seva soledat i anhel pel seu fill creixen. Ella es posa greument malalta, però no revela la seva malaltia a Apu, perquè els seus estudis no es pertorbin. Quan finalment l'Apu s'adona de la seva mala salut, torna al poble per descobrir que ha mort. Bhabataran, el besoncle d'Apu, demana que es quedi allà i realitzi els últims ritus per la seva mare. Apu respon que realitzarà els últims ritus a Kolkata i comença el seu viatge de tornada a la ciutat.

## Repartiment
- Pinaki SenGupta com Apurba "Apu" Roy (nen)
  - Smaran Ghosal com Apu (adolescent)
- Kanu Banerjee com a Harihar Roy, el pare d'Apu
- Karuna Banerjee com a Sarbajaya Roy, la mare d'Apu
- Ramani Ranjan Sen com a Bhabataran, oncle de Sarbajaya i besoncle d'Apu
- Charu Prakash Ghosh com Nanda Babu
- Subodh Ganguly com a director

## Producció

### Origen i desenvolupament
Aparajito es basava en l'última cinquena part de la novel·la Pather Panchali i el primer terç de la novel·la Aparajito de Banerjee. La novel·la Pather Panchali és un clàssic bildungsroman (un tipus d' història d'arribada a l'edat) del cànon de la literatura bengalí. Va aparèixer per primera vegada com a serial en una publicació periòdica de Calcuta l'any 1928 i es va publicar com a llibre l'any següent. Segons Robinson, el biògraf de Ray, d'entre els tres pel·lícules de la trilogia d'Apu, Aparajito és la més semblant a la seva font literària. La representació de Banerjee de la relació mare-fill va fascinar Ray. Robinson escriu: "La seva relació va tenir alguns ecos en un pla purament psicològic per a ell". Ray es va emocionar en particular per la "revelació atrevida i profunda" de Banerjee, que "durant un temps després de la mort de Sarbajaya, Apu es va familiaritzar amb una sensació estranya... la seva reacció immediata havia estat de plaer, com una onada d'alliberament... ... un plaer en trencar els vincles ... no hi havia dubte que estimava la seva mare, però la notícia de la seva mort al principi li havia donat plaer: no podia evitar la veritat." La dona de Ray Bijoya també va expressar la seva preocupació quan descobreix l'argument, preguntant-li "Creus que la gent del nostre país acceptarà l'alleujament d'un fill d'haver guanyat la seva llibertat a la mort de la seva mare?" Ray era conscient del risc i va dir "veurem què passa. Després de tot, més tard Apu es va penedir de la seva reacció inicial a la mort de la seva mare. I com es va adonar, la seva mort va ser un cop molt gran per ell".

### Guió i equip
Les novel·les tenien un personatge femení anomenat Leela que va influir en l'alienació d'Apu de la seva mare quan vivia a Calcuta. Després de rebutjar dues aspirants, Ray va trobar una actriu per retratar el personatge, però el seu promès no va permetre a l'actriu actuar a la pel·lícula. Finalment, Ray va eliminar el personatge del guió de mala gana. El mateix Ray va comentar més tard que pensava que Leela, amb qui Apu va tenir una relació discreta, era una de les principals raons de l'atracció d'Apu per Calcuta., i que sense la presència de Leela a la pel·lícula, l'atracció d'Apu per Calcuta pot semblar fins a cert punt artificial. "Mai estic segur", va dir, "si l'afecció d'Apu a la ciutat sense l'element de la xicota és prou fort, l'atracció que exerceix la ciutat és una mica abstracta". Tanmateix, quan va veure la pel·lícula més tard, no va sentir l'absència de Leela.
Subrata Mitra, el director de fotografia de la trilogia d'Apu, va fer la seva primera innovació tècnica amb aquesta pel·lícula: l'aplicació de il·luminació de rebot en difusors de gran escala per combinar. platós d'estudi amb rodatge d'ubicacions. Segons l'Internet Encyclopedia of Cinematographers:
| « | La por a la pluja monsònica havia obligat el director d'art, Bansi Chandragupta, a abandonar el pla original de construir el pati interior d'una casa típica de Benarés a l'aire lliure i el conjunt es va construir dins d'un estudi a Calcuta. Mitra recorda haver discutit en va amb Chandragupta i Ray sobre les impossibilitats de simular una claraboia difusa sense ombres. Però això el va portar a innovar la que es va convertir posteriorment en la seva eina més important: la il·luminació de rebot. Mitra va col·locar un drap blanc de pintor emmarcat sobre el conjunt que s'assemblava a un tros de cel i va disposar les llums de l'estudi a sota per rebotar en el cel fals. | » |

## Recepció crítica
La pel·lícula ha estat rebuda amb entusiasme per la crítica. James Berardinelli va escriure:
| « | Aparajito es va rodar fa quaranta anys, fa mig món, però els temes i les emocions incrustades a la narració són sorprenentment rellevants per a la societat occidental moderna (explicant així per què s'anomena un "clàssic atemporal"). ... Aparajito és una pel·lícula sorprenent. La seva composició rica i poètica està perfectament unida a la sublim ressonància emocional de la narració. Per als que han vist Pather Panchali, Aparajito ofereix una continuació gairebé impecable del viatge començat allà. Tanmateix, per a aquells que es van perdre l'esforç anterior de Ray, aquesta pel·lícula no perd res del seu impacte. Per si sol o com a part de la trilogia Apu, Aparajito no s'ha de perdre. | » |

Roger Ebert va dir, "la relació entre Apu i la seva mare observa veritats que han d'existir en totes les cultures: com el pare fa sacrificis durant anys, només per veure que el nen es desvia i s'allunya sense pensar cap a l'edat adulta. .. Es tracta d'un temps, d'un lloc i d'una cultura allunyats de la nostra, i tanmateix connecta directament i profundament amb els nostres sentiments humans, és com una pregària, afirmant que això és el que pot ser el cinema, per molt lluny que ens puguem desviar en el nostre cinisme."
Durant la Mostra Internacional de Cinema de Venècia, Penelope Houston, que estava entre el jurat, va trencar el protocol i li va dir personalment a Ray: "Crec que era magnífica". El president de la cerimònia de lliurament, René Clair, inicialment es va mostrar reticent a donar-li l'anhelat premi; finalment va acceptar, però no abans de dir a Houston: "Espero que en Ray se'n vagi i aprengui a fer pel·lícules!" El director japonès Akira Kurosawa hi participava amb una pel·lícula important a la competició del festival d'aquell any, Kumonosu-jō, que va perdre davant la pel·lícula de Ray. Tanmateix, molts anys després, la filla de Kurosawa va generar una llista de 100 pel·lícules admirades per ell; aquesta llista el citava com a afirmant que l'elecció del jurat era "absolutament encertada" (tot i que va identificar erròniament la pel·lícula guanyadora com a Pather Pancheli).
Emanuel Levy va dir: "Fetat el 1956 (i estrenada a molts països un any després), 'Aparajito' indica els processos de modernització i industrialització de l'Índia i el seu impacte inevitable tant en l'individu com en la cultura. No obstant això, en la seva perspectiva optimista, Ray suggereix que els individus poden estar a l'altura i no es veuen compromesos per la corrupció que caracteritza la societat en general." Bosley Crowther, que abans havia donat una resposta tèbia a Pather Panchali, dient que la pel·lícula era tan amateur que "amb prou feines passaria per un tall brut a Hollywood", la va elogiar dient que "La notable càmera del senyor Ray capta la bellesa en tantes coses, des de la suavitat de l'expressió trista d'una mare fins a la silueta d'un tren llunyà, que les insinuacions ocupen la manca de drama. La música hindú i els sons naturals expressius completen l'estimulació dels sentits en aquesta pel·lícula estranya, trista i evocadora." A Rotten Tomatoes, Aparajito té un 94% de valoració fresca basat en un conjunt de 18 ressenyes amb una valoració mitjana de 8,7/10.

## Premis i nominacions
Aparajito va guanyar el Lleó d'Or a la 18a Mostra Internacional de Cinema de Venècia de 1957 i, fins ara, segueix sent l'única seqüela cinematogràfica que ha guanyat mai el gran premi als prestigiosos festivals de Venècia, Berlín o Canes. Juntament amb el Lleó d'Or, va rebre el Premi Cinema Nuovo i el Premi FIPRESCI de la Crítica, convertint-se en la primera pel·lícula a guanyar les tres.
Ray també va guanyar els premis Golden Gate a la millor pel·lícula i al millor director al Festival Internacional de Cinema de San Francisco el 1958, juntament amb el premi de la crítica per aquesta pel·lícula.
La pel·lícula va guanyar els Premi Bodil a la Millor pel·lícula no europea de l'any a Dinamarca el 1967.
Va guanyar el Llorer d'Or Selznick a la millor pel·lícula al Festival Internacional de Cinema de Berlín
També va rebre el premi FIPRESCI i el Premi Wington Premis del British Film Institute al Festival de Cinema de Londres
La pel·lícula va ser nominada al BAFTA a la millor pel·lícula i al Millor actriu estrangera als Premis BAFTA de 1959.

## Elogis i llegat
El 1992, Sight & Sound (la revista de cinema del British Film Institute) va classificar la trilogia d'Apu al número 88 de la seva enquesta de crítics de pel·lícules més grans de tots els temps, mentre que Aparajito era classificada per separat al número 127 de la mateixa llista. L'any 2002, una llista combinada de resultats de l'enquesta de crítics i directors de Sight & Sound va incloure Aparajito entre les 160 millors. El 1998, l'enquesta de crítics de la revista de Cinema asiàtic Cinemaya sobre les millors pel·lícules de tots els temps va classificar la trilogia d'Apu en el número 7 del llista. El 1999, The Village Voice va classificar la trilogia d'Apu al número 54 de la seva llista de les 250 millors pel·lícules del segle, segons una enquesta de crítics. El 2001 el crític de cinema Roger Ebert va incloure la trilogia d'Apu en la seva llista de "100 Grans Pel·lícules" de tots els temps. El 2005 La trilogia d'Apu fou inclosa a la llista de la revista Time Time's All-Time 100 Movies.
Smaran Ghosal, que va interpretar el paper de l'adolescent Apu, als 14 anys, només va fer una pel·lícula més, el documental Rabindranath Tagore (1961), també realitzat per Ray, on va interpretar el jove Rabindranath Tagore. Smaran va morir el 2008 a Calcuta, als 64 anys.
Aparajito va ser precedit per Pather Panchali (1955) i seguit per Apur Sansar (El món d'Apu) el 1959. En conjunt, les tres pel·lícules constitueixen el Trilogia Apu. Pather Panchali retrata la infància d'Apu a la seva casa ancestral. Apur Sansar representa la vida adulta d'Apu, la seva reacció davant la mort prematura de la seva dona i el seu vincle final amb el seu fill a qui va abandonar quan era un nen. En un principi, Ray no tenia previst fer una trilogia: va decidir fer la tercera pel·lícula només després que li preguntaren sobre la possibilitat d'una trilogia a la Mostra Internacional de Cinema de Venècia de 1957, on Aparajito va guanyar el Lleó d'Or. La pel·lícula es considera la més rica de les tres pel que fa a la seva caracterització. Apur Panchali (2014) és una pel·lícula bengalí dirigida per Kaushik Ganguly, que descriu la història de la vida real de Subir Bannerjee, l'actor que va interpretar a Apu a Pather Panchali.
Segons Michael Sragow de The Atlantic Monthly el 1994, "els drames juvenils que han inundat l'art des de mitjans dels anys cinquanta tenen un enorme deute amb la trilogia d'Apu, que Terrence Rafferty ha anomenat amb raó 'el Bildungsroman' més pur del cinema." A tot el món, cineastes com Martin Scorsese, James Ivory, Abbas Kiarostami, Elia Kazan i Wes Anderson han estat influenciats per la trilogia d'Apu, i molts altrse (com Kurosawa) han lloat el seu treball. Després d' Aparajito, Ray va fer 35 pel·lícules més, incloent llargmetratges, documentals i curtmetratges. Va treballar en guionatge, càsting, puntuació, cinematografia, director artístic, editant i dissenyant els seus propis títols de crèdit i material publicitari. Va desenvolupar un estil distintiu de fer cinema basat en el lirisme visual i un fort humanisme, com a la seva trilogia Apu. Així, Ray es va establir com a auteur del cinema.

## Conservació
L'Academy Film Archive va conservar tota la trilogia d'Apu l'any 1996, inclosa Aparajito. El 2013, l'empresa de distribució de vídeos The Criterion Collection, en col·laboració amb l'arxiu de l'Acadèmia de les Arts i les Ciències Cinematogràfiques va començar la restauració dels negatius originals de la trilogia Apu, inclosa Aparajito. Aquests negatius havien estat greument danyats per un incendi a Londres l'any 1993, i totes les llaunes i fragments de pel·lícules pertanyents a les pel·lícules de Ray van ser enviats a la Motion Picture Academy per a l'emmagatzematge, on van romandre sense veure durant dues dècades. Va ser descoberta després de reexaminar-la, tot i que moltes parts de les pel·lícules van ser efectivament destruïdes pel foc o pels efectes dels anys, altres parts eren recuperables. Els materials es van enviar a un laboratori de restauració de Bolonya, Itàlia: L'Immagine Ritrovata. Per a aquelles parts del negatiu que faltaven o que no es poden utilitzar, es van utilitzar negatius duplicats i màsters de gra fi de diverses fonts comercials o d'arxiu. El laboratori de la col·lecció Criterion va passar sis mesos creant la versió digital de les tres pel·lícules, de vegades optant per preservar l'aspecte distintiu de les pel·lícules fins i tot a costa de conservar algunes imperfeccions.